# Schaatsen op de Olympische Winterspelen 1998
Schaatsen is een van de sporten die beoefend werden tijdens de Olympische Winterspelen 1998 in Nagano, Japan. Het schaatsevenement werd in de M-Wave gehouden.

## Heren

### 500 m
| Rang   | Sporter(s)          | Land | Run 1    | Run 2    | Totaal | Verschil |
| ------ | ------------------- | ---- | -------- | -------- | ------ | -------- |
| Goud   | Hiroyasu Shimizu    | JPN  | 35,76 OR | 35,59 OR | 71,35  | OR       |
| Zilver | Jeremy Wotherspoon  | CAN  | 36,04    | 35,80    | 71,84  | + 0,49   |
| Brons  | Kevin Overland      | CAN  | 35,78    | 36,08    | 71,86  | + 0,51   |
| 4      | Sylvain Bouchard    | CAN  | 35,90    | 36,10    | 72,00  | + 0,65   |
| 5      | Patrick Bouchard    | CAN  | 35,96    | 36,09    | 72,05  | + 0,70   |
| 6      | Casey FitzRandolph  | USA  | 35,81    | 36,39    | 72,20  | + 0,85   |
| 7      | Kim Yun-man         | KOR  | 36,13    | 36,23    | 72,36  | + 1,01   |
| 8      | Lee Kyou-hyuk       | KOR  | 36,14    | 36,41    | 72,55  | + 1,20   |
|        |                     |      |          |          |        |          |
| 12     | Jan Bos             | NED  | 36,66    | 36,11    | 72,77  | + 1,42   |
| 21     | Jakko Jan Leeuwangh | NED  | 36,69    | 36,54    | 73,23  | + 1,88   |
| 38     | Ids Postma          | NED  | 1:18,68  | 37,81    | 116,49 | + 45,14  |
|        | Erben Wennemars     | NED  | 35,96    | DNF      |        |          |

### 1000 m
| Rang   | Sporter(s)          | Land | Tijd    | Verschil |
| ------ | ------------------- | ---- | ------- | -------- |
| Goud   | Ids Postma          | NED  | 1:10,64 | OR       |
| Zilver | Jan Bos             | NED  | 1:10,71 | + 0,07   |
| Brons  | Hiroyasu Shimizu    | JPN  | 1:11,00 | + 0,36   |
| 4      | Jakko Jan Leeuwangh | NED  | 1:11,26 | + 0,62   |
| 5      | Sylvain Bouchard    | CAN  | 1:11,29 | + 0,65   |
| 6      | Jeremy Wotherspoon  | CAN  | 1:11,39 | + 0,75   |
| 7      | Casey FitzRandolph  | USA  | 1:11,64 | + 1,00   |
| 8      | KC Boutiette        | USA  | 1:11,75 | + 1,11   |
|        |                     |      |         |          |
| 12     | Martin Hersman      | NED  | 1:12,00 | + 1,36   |

### 1500 m
| Rang   | Sporter(s)     | Land | Tijd    | Verschil |
| ------ | -------------- | ---- | ------- | -------- |
| Goud   | Ådne Søndrål   | NOR  | 1:47,87 | WR       |
| Zilver | Ids Postma     | NED  | 1:48,13 | + 0,26   |
| Brons  | Rintje Ritsma  | NED  | 1:48,52 | + 0,65   |
| 4      | Jan Bos        | NED  | 1:49,75 | + 1,88   |
| 5      | KC Boutiette   | USA  | 1:50,04 | + 2,17   |
| 6      | Martin Hersman | NED  | 1:50,31 | + 2,44   |
| 7      | Hiroyuki Noake | JPN  | 1:50,49 | + 2,62   |
| 8      | Toru Aoyanagi  | JPN  | 1:50,68 | + 2,81   |
|        |                |      |         |          |
| 17     | Bart Veldkamp  | BEL  | 1:51,73 | + 3,86   |

### 5000 m
| Rang   | Sporter(s)       | Land | Tijd    | Verschil |
| ------ | ---------------- | ---- | ------- | -------- |
| Goud   | Gianni Romme     | NED  | 6:22,20 | WR       |
| Zilver | Rintje Ritsma    | NED  | 6:28,24 | + 6,04   |
| Brons  | Bart Veldkamp    | BEL  | 6:28,31 | + 6,11   |
| 4      | Bob de Jong      | NED  | 6:31,73 | + 9,17   |
| 5      | Frank Dittrich   | GER  | 6:32,17 | + 9,97   |
| 6      | René Taubenrauch | GER  | 6:35,21 | + 13,01  |
| 7      | Keiji Shirahata  | JPN  | 6:36,71 | + 14,51  |
| 8      | Kjell Storelid   | NOR  | 6:37,12 | + 14,92  |

### 10.000 m
| Rang   | Sporter(s)     | Land | Tijd     | Verschil |
| ------ | -------------- | ---- | -------- | -------- |
| Goud   | Gianni Romme   | NED  | 13:15,33 | WR       |
| Zilver | Bob de Jong    | NED  | 13:25,76 | + 10,43  |
| Brons  | Rintje Ritsma  | NED  | 13:28,19 | + 12,86  |
| 4      | Bart Veldkamp  | BEL  | 13:29,69 | + 14,36  |
| 5      | Kjell Storelid | NOR  | 13:35,95 | + 20,62  |
| 6      | Frank Dittrich | GER  | 13:36,58 | + 21,25  |
| 7      | Lasse Sætre    | NOR  | 13:42,94 | + 27,61  |
| 8      | KC Boutiette   | USA  | 13:44,03 | + 28,70  |

## Dames

### 500 m
| Rang   | Sporter(s)          | Land | Run 1    | Run 2    | Totaal | Verschil |
| ------ | ------------------- | ---- | -------- | -------- | ------ | -------- |
| Goud   | Catriona LeMay-Doan | CAN  | 38,39 OR | 38,21 OR | 76,60  | OR       |
| Zilver | Susan Auch          | CAN  | 38,42    | 38,51    | 76,93  | + 0,33   |
| Brons  | Tomomi Okazaki      | JPN  | 38,55    | 38,55    | 77,10  | + 0,50   |
| 4      | Franziska Schenk    | GER  | 38,88    | 38,57    | 77,45  | + 0,85   |
| 5      | Kyoko Shimazaki     | JPN  | 38,75    | 38,93    | 77,68  | + 1,08   |
| 6      | Marianne Timmer     | NED  | 39,12    | 39,03    | 78,15  | + 1,55   |
| 7      | Sabine Völker       | GER  | 39,19    | 39,00    | 78,19  | + 1,59   |
| 8      | Monique Garbrecht   | GER  | 39,11    | 39,34    | 78,45  | + 1,85   |
|        |                     |      |          |          |        |          |
| 17     | Sandra Zwolle       | NED  | 39,98    | 39,88    | 79,86  | + 3,26   |
| 24     | Marieke Wijsman     | NED  | 40,22    | 40,57    | 80,79  | + 4,19   |
| 37     | Andrea Nuyt         | NED  | 39,62    | 1:04,07  | 117,74 | + 41,34  |

### 1000 m
| Rang   | Sporter(s)          | Land | Tijd    | Verschil |
| ------ | ------------------- | ---- | ------- | -------- |
| Goud   | Marianne Timmer     | NED  | 1:16,51 | OR       |
| Zilver | Chris Witty         | USA  | 1:16,79 | + 0,28   |
| Brons  | Catriona LeMay-Doan | CAN  | 1:17,37 | + 0,86   |
| 4      | Sabine Völker       | GER  | 1:17,54 | + 1,03   |
| 5      | Annamarie Thomas    | NED  | 1:17,95 | + 1,44   |
| 6      | Becky Sundstrom     | USA  | 1:18,23 | + 1,72   |
| 7      | Tomomi Okazaki      | JPN  | 1:18,27 | + 1,76   |
| 8      | Eriko Sanmiya       | JPN  | 1:18,36 | + 1,85   |
|        |                     |      |         |          |
| 15     | Sandra Zwolle       | NED  | 1:19,29 | + 2,78   |
| 20     | Marieke Wijsman     | NED  | 1:20,02 | + 3,51   |

### 1500 m
| Rang   | Sporter(s)               | Land | Tijd    | Verschil |
| ------ | ------------------------ | ---- | ------- | -------- |
| Goud   | Marianne Timmer          | NED  | 1:57,58 | WR       |
| Zilver | Gunda Niemann-Stirnemann | GER  | 1:58,66 | + 1,08   |
| Brons  | Chris Witty              | USA  | 1:58,97 | + 1,39   |
| 4      | Emese Hunyady            | AUT  | 1:59,19 | + 1,61   |
| 5      | Anni Friesinger          | GER  | 1:59,20 | + 1,62   |
| 6      | Annamarie Thomas         | NED  | 1:59,29 | + 1,71   |
| 7      | Claudia Pechstein        | GER  | 1:59,46 | + 1,88   |
| 8      | Jennifer Rodriguez       | USA  | 2:00,97 | + 3,39   |
|        |                          |      |         |          |
| 18     | Tonny de Jong            | NED  | 2:03,19 | + 5,61   |
| 22     | Barbara de Loor          | NED  | 2:04,05 | + 6,47   |

### 3000 m
| Rang   | Sporter(s)               | Land | Tijd    | Verschil |
| ------ | ------------------------ | ---- | ------- | -------- |
| Goud   | Gunda Niemann-Stirnemann | GER  | 4:07,29 | OR       |
| Zilver | Claudia Pechstein        | GER  | 4:08,47 | + 1,18   |
| Brons  | Anni Friesinger          | GER  | 4:09,44 | + 2,15   |

### 5000 m
| Rang   | Sporter(s)               | Land | Tijd    | Verschil |
| ------ | ------------------------ | ---- | ------- | -------- |
| Goud   | Claudia Pechstein        | GER  | 6:59,61 | WR       |
| Zilver | Gunda Niemann-Stirnemann | GER  | 6:59,65 | + 0,04   |
| Brons  | Ljoedmila Prokasjeva     | KAZ  | 7:11,14 | + 11,53  |
| 4      | Barbara de Loor          | NED  | 7:11,81 | + 12,20  |
| 5      | Tonny de Jong            | NED  | 7:12,77 | + 13,16  |
| 6      | Carla Zijlstra           | NED  | 7:12,89 | + 13,28  |
| 7      | Kirstin Holum            | USA  | 7:14,20 | + 14,59  |
| 8      | Emese Hunyady            | AUT  | 7:15,23 | + 15,62  |

## Medaillespiegel
| Plaats | Land             | NOC    | Goud | Zilver | Brons | Totaal |
| ------ | ---------------- | ------ | ---- | ------ | ----- | ------ |
| 1      | Nederland        | NED    | 5    | 4      | 2     | 11     |
| 2      | Duitsland        | GER    | 2    | 3      | 1     | 6      |
| 3      | Canada           | CAN    | 1    | 2      | 2     | 5      |
| 4      | Japan            | JPN    | 1    | 0      | 2     | 3      |
| 5      | Noorwegen        | NOR    | 1    | 0      | 0     | 1      |
| 6      | Verenigde Staten | USA    | 0    | 1      | 1     | 2      |
| 7      | België           | BEL    | 0    | 0      | 1     | 1      |
| 7      | Kazachstan       | KAZ    | 0    | 0      | 1     | 1      |
| Totaal | Totaal           | Totaal | 10   | 10     | 10    | 30     |

Chamonix 1924 · 
St. Moritz 1928 · 
Lake Placid 1932 · 
Garmisch-Partenkirchen 1936 · 
St. Moritz 1948 · 
Oslo 1952 · 
Cortina d'Ampezzo 1956 · 
Squaw Valley 1960 · 
Innsbruck 1964 · 
Grenoble 1968 · 
Sapporo 1972 · 
Innsbruck 1976 · 
Lake Placid 1980 · 
Sarajevo 1984 · 
Calgary 1988 · 
Albertville 1992 · 
Lillehammer 1994 · 
Nagano 1998 · 
Salt Lake City 2002 · 
Turijn 2006 · 
Vancouver 2010 · 
Sotsji 2014 · 
Pyeongchang 2018 · 
Peking 2022
Lijst van olympische medaillewinnaars
Alpineskiën · Biatlon · Bobsleeën · Curling · Freestyleskiën · Kunstrijden · Langlaufen · Noordse combinatie · Rodelen · Schaatsen · Schansspringen · Shorttrack · Snowboarden · IJshockey